# チャラン (植物)
チャラン (茶蘭、学名: Chloranthus spicatus) は、センリョウ科チャラン属に属する小低木の1種である。鋸歯をもつ葉が対生し、分枝した円錐状の花序をつける (右図)。花は花被を欠き、雌しべは黄色の雄しべで包まれている。中国南部原産であり、東南アジアなどで広く栽培されている。
花と地下茎から精油を採取するために栽培される。香り付けに花や葉をお茶に入れたり、薬用とされることもある。またときに観賞用に栽培される。

## 特徴
直立またはやや匍匐する常緑小低木であり、高さ30–150センチメートル (cm)（図2）。茎は緑色で細く、円筒形、無毛、節はややふくれる。葉は対生し、葉柄は長さ 0.4–1.8 cm、葉身は楕円形から卵状楕円形、4–13.5 × 2–8.5 cm、表面は濃緑色で光沢があり、裏面は淡黄緑色、表裏とも無毛、先端は鋭形または鈍形、基部はくさび形、葉縁には低い波状鋸歯がある。葉脈は羽状、側脈は4–8対。托葉は膜質、微突形、長さ2–3ミリメートル (mm)。

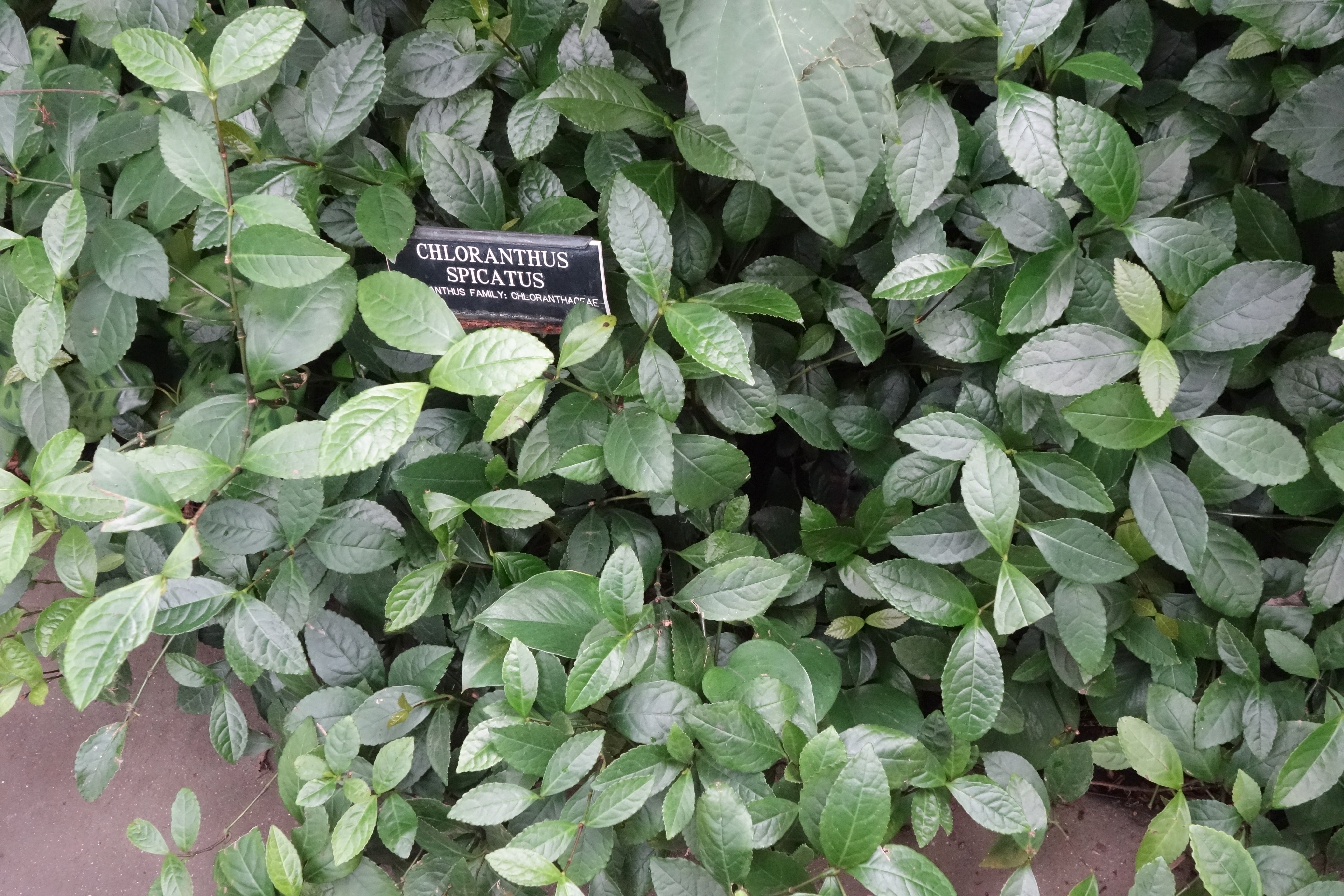
2. チャラン

花期は4–7月、芳香がある花を多数つけた花序がふつう頂生、ときに腋生する。花序は長さ 2–5 cm、10–20個に分枝して円錐状の複穂状花序となる（図1）。花は両性花、強い芳香を発し、三角形の苞に腋生し、花被を欠く。雌しべの子房の背側 (背軸側) に雄しべがついている。雄しべは黄緑色から黄色、3個が合着し (または1個が3裂し)、半球状卵形で雌しべ上部を包んでおり、中央裂片は2個の葯をもち、ときに先端がさらに3裂、左右の裂片にそれぞれ1個の葯がある。雌しべの子房は卵形。果期は8–9月、果実は緑色〜黄色、楕円形で長径約 4 mm。染色体数は 2n = 30。

## 分布
中国南部に自生しているが、東南アジアなどで広く栽培されており、帰化している地域も多い。日本への渡来は江戸時代にさかのぼり、観賞用に栽培されるが、沖縄では逸出し野生化したものが人里近くの雑木林で見られることがある。